# Église-Neuve-de-Vergt
Église-Neuve-de-Vergt é uma comuna francesa na região administrativa da Nova Aquitânia, no departamento Dordonha. Estende-se por uma área de 7,49 km². Em 2010 a comuna tinha 559 habitantes (densidade: 74,6 hab./km²).